# Bernhard Kotsch
Bernhard Erhard Kotsch (* 25. August 1969 in Regensburg) ist ein deutscher Diplomat. Er ist seit 2025 Staatssekretär des Auswärtigen Amtes. Zusätzlich ist er seit 2021 Botschafter beim Heiligen Stuhl und gleichzeitig beim Souveränen Malteserorden akkreditiert. Von 2018 bis 2021 war er Koordinator der Nachrichtendienste des Bundes als Abteilungsleiter im Bundeskanzleramt.

## Leben
Kotsch wuchs in der Regensburger Konradsiedlung auf und besuchte von 1979 bis 1988 das Werner-von-Siemens-Gymnasium Regensburg, wo er das Abitur ablegte. Anschließend studierte er von 1990 bis 1995 an der Universität Regensburg die Fächer Politikwissenschaft und Geschichtswissenschaft. Nach dem Studium bekam Kotsch ein Stipendium der Konrad-Adenauer-Stiftung. Am 15. Dezember 1999 promovierte Kotsch an der Technischen Universität Chemnitz zu einem politikwissenschaftlichen Thema zum Dr. phil. An der TU Chemnitz hielt er danach Vorlesungen. Kotsch war Mitglied der Jungen Union und arbeitete im Konrad-Adenauer-Haus, der Parteizentrale der Christlich Demokratische Union Deutschlands, wo er 1998 erstmals auf Angela Merkel, damals CDU-Generalsekretärin, traf. Von 1997 bis 2000 war er im Büro für Auswärtige Beziehungen der CDU tätig.
Kotsch begann 2000 die Attachéausbildung für den höheren Dienst im Auswärtigen Amt, die er 2002 abschloss. Als Angehöriger des Auswärtigen Dienstes und Legationsrat war er 2002 an der Deutschen Botschaft Skopje tätig. Von 2003 bis 2005 war er Leiter des Büros für Auswärtige Beziehungen der CDU und dafür als Beamter beurlaubt. Von 2006 bis 2007 arbeitete Kotsch in der außenpolitischen Abteilung (Abteilung 2) des Bundeskanzleramtes, wo er für Afrika und den Nahen Osten zuständig war. Von 2007 bis 2009 war er im Senegal an der Deutschen Botschaft Dakar tätig. Von 2009 bis 2018 war er stellvertretender Büroleiter im Büro der Bundeskanzlerin Angela Merkel, unter der Büroleiterin Beate Baumann.
Von 2018 bis Juni 2021 war Kotsch Koordinator der Nachrichtendienste des Bundes und leitete als Ministerialdirektor die Abteilung 7 des Bundeskanzleramtes, welche die Aufsicht über den BND ausübt und für die Koordinierung der Nachrichtendienste des Bundes – neben dem BND das Bundesamt für Verfassungsschutz (BfV) und der Militärische Abschirmdienst (MAD) – zuständig ist.
Im Juli 2021 wurde Kotsch als Nachfolger von Michael Koch Leiter der Deutschen Botschaft beim Heiligen Stuhl. Sein Beglaubigungsschreiben übergab er Papst Franziskus am 2. September desselben Jahres. Am 30. September 2021 überreichte er sein Beglaubigungsschreiben an den Statthalter des Großmeisters des Souveränen Malteserordens, Fra' Marco Luzzago. Am 28. Juni 2025 stattete Kotsch Papst Leo XIV. seinen Abschiedsbesuch ab.
Im Zuge der Bildung des Kabinetts Merz wurde Kotsch am 6. Mai 2025 unter Bundesminister Johann Wadephul (CDU) zum Staatssekretär des Auswärtigen Amtes ernannt.

## Privates
Kotsch ist römisch-katholisch, verheiratet und hat vier Kinder.

## Schriften
- Anwalt der Mitteleuropäer? Deutschland und die Visegrad-Staaten zwischen 1990 und 1996. Peter Lang, Frankfurt a. M. u. a. 2000, ISBN 3-631-36341-9 (Dissertation).
- Reaktionen der EG und der NATO auf die Transformationsprozesse in Mittel- und Osteuropa am Beispiel der Tschechoslowakei/Tschechischen Republik – das Europa-Abkommen und die Partnerschaft für den Frieden. Osteuropa-Institut, München 1995 (Mitteilungen des Osteuropa-Instituts Nr. 5).